# (243529) Petereisenhardt
(243529) Petereisenhardt est un astéroïde de la ceinture principale.

## Description
(243529) Petereisenhardt est un astéroïde de la ceinture principale. Il fut découvert le 20 février 2010 aux États-Unis par le programme WISE. Il présente une orbite caractérisée par un demi-grand axe de 3,22 UA, une excentricité de 0,05 et une inclinaison de 22,7° par rapport à l'écliptique.

## Compléments